# São Brás dos Matos
São Brás dos Matos (llamada oficialmente  São Brás dos Matos (Mina do Bugalho)) era una freguesia portuguesa del municipio de Alandroal, distrito de Évora.

## Geografía
Situada en el norte del municipio, la fregresia de São Brás dos Matos tiene como vecinas las fregresias de Juromenha al nordeste y de Nossa Senhora da Conceição al sur y oeste, el municipio de Vila Viçosa al norte y oeste y España al este.

## Historia
Esta fregresia está constituida por una única aldea (Mina do Bugalho) y un lugar (São Brás dos Matos). La aldea fue creada como asentamiento a partir de la presencia de las antiguas minas de la tierra de Bugalho, donde los mineros construyeron sus casas. Las minas dejaron de explotarse hace aproximadamente 100 años.
La parte antigua de la aldea está situada en un valle, donde se puede ver un palacete en el que vivían los dueños e ingenieros de las minas. La parte antigua está formada por diversas calles y paseos, pero la plaza principial (el centro de la aldea) es conocida como "o largo de São Brás" donde se encuentra un gran arco en el que se pesaba la extracción minera. En el mismo arco también se encuentra el actual lugar de reunión de la junta de la fregresia, en el antiguo almacén minero. En el mismo local se encuentra el monumento a São Brás, patrón de la fregresia.
Hasta 1836 perteneció al extinto municipio de Juromenha.
Fue suprimida el 28 de enero  de 2013, en aplicación de una resolución de la Asamblea de la República portuguesa promulgada el 16 de enero de 2013 al unirse con las freguesias de Nossa Senhora da Conceição (Alandroal) y São Brás dos Matos, formando la nueva freguesia de Alandroal, São Brás dos Matos e Juromenha.

## Asociaciones culturales, recreativas y religiosas
- Asociación de cazadores de S. Brás dos Matos
- Asociación cultural y deportiva de Mina do Bugalho
- Parroquia de São Brás dos Matos

## Patrimonio

### Arquitectura religiosa
- Iglesia Parroquia y crucero de S. Brás dos Matos.
- Iglesia de Nuestra Señora de Fátima.
- Cementerio de São Brás
- Capilla de Nossa Senhora da Graça(privado)

### Minería
- Arco de São Brás
- Pozos de minas
- Monte do Palacete (privado)
- Junta de Freguesia
- Antiguo Almacén de la Minería
- Rua dos Quarteis

### Periodo neolítico
- Anta do Pão Mole
- Anta dos Galvões

### Otros
- Azenha Grande de São Brás